# Особняк В. Д. Носова

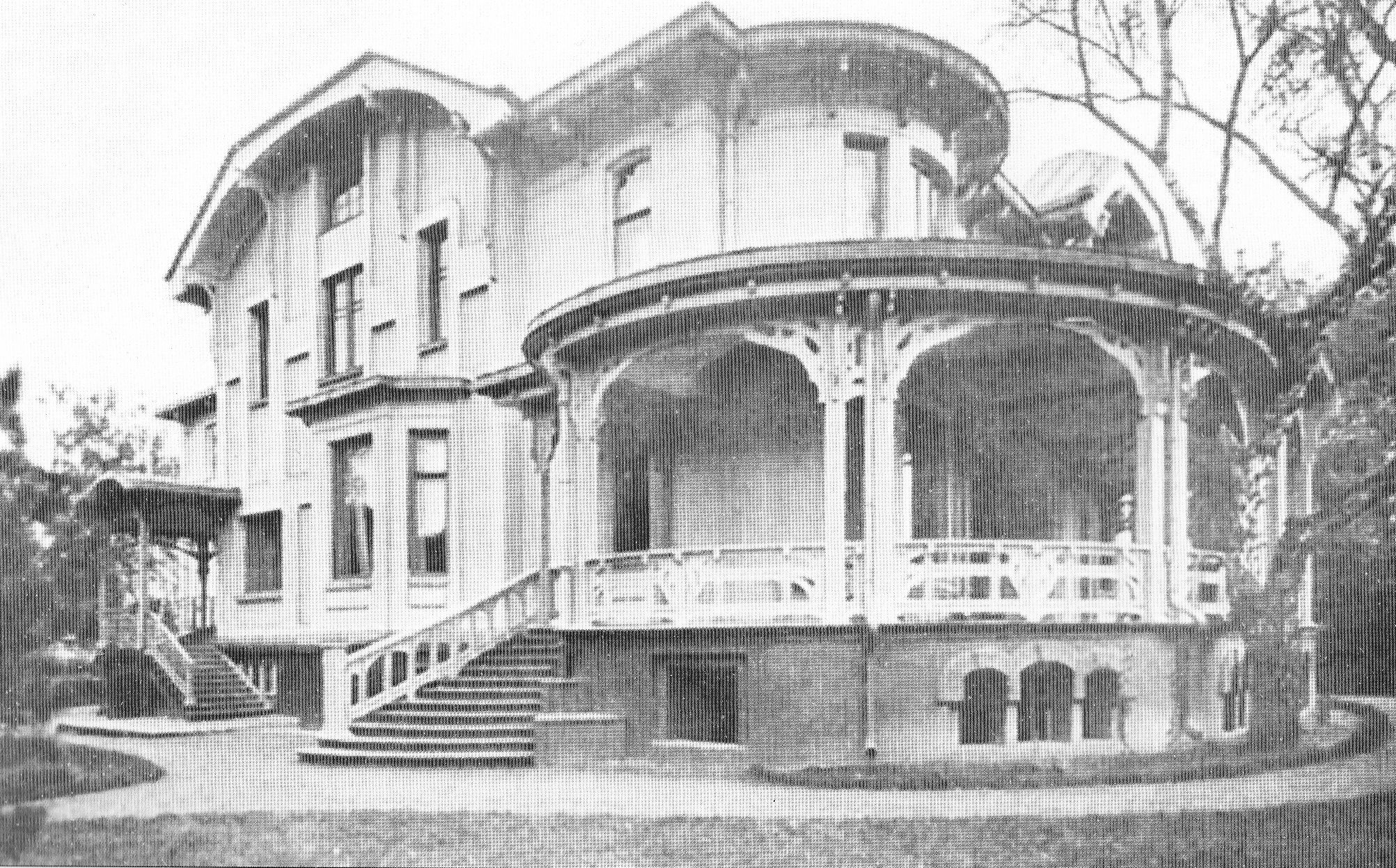
Особняк Носовых на Введенской площади. 1903

Особняк В. Д. Носова — жилой дом купца В. Д. Носова в Москве, построенный в 1903 году в стиле модерн по проекту архитектора Л. Н. Кекушева. Здание является объектом культурного наследия федерального значения.

## История
С начала 1880-х годов участок земли между Лаврентьевской (с 1929 года — часть Электрозаводской) и Малой Семёновской улицами принадлежал Василию Дмитриевичу Носову — купцу 1-й гильдии, потомственному почётному гражданину, владельцу расположенной по соседству фабрики Промышленно-Торгового товарищества Носовых (Малая Семёновская, 5—7), славившейся качеством своей текстильной продукции: платками, пуховыми одеялами и сукном для обмундирования. Вероятно, решение о строительстве нового дома на этом участке было связано с тем, что единственный сын Носова Василий женился в 1902 году на Евфимии Павловне Рябушинской — дочери П. М. Рябушинского, и вскоре поселился с женой в главном доме усадьбы Василия Дмитриевича. Это подтверждается и воспоминаниями внука В. Д. Носова, Ю. А. Бахрушина, который писал: «…когда дядя женился, дед мой Носов выстроил себе новый деревянный дом, а старый особняк на Введенской площади подарил сыну».
Проект нового особняка Носов заказал в 1902 году Льву Николаевичу Кекушеву — к тому времени уже довольно известному архитектору, автору многочисленных построек в Москве. Первоначально Носов пожелал построить особняк по образцу, увиденному им в американском журнале Scientific American. В феврале 1903 года Кекушев подал на утверждение в городскую управу проект, выполненный в подражание американским коттеджам в стилистике королевы Анны, с фахверковым декором, островерхими щипцами и шатровой башенкой. Однако через месяц после подачи проекта в управу замысел изменился — новой темой стал стиль современных американских коттеджей; у владельца участка также возникла идея сделать к будущему деревянному дому каменную пристройку с лестницей и двумя жилыми комнатами. В процессе строительства, продолжавшегося с апреля по декабрь 1903 года, в проект вносились многочисленные изменения, связанные, в том числе, со сложным рельефом участка. В результате был построен двухэтажный деревянный дом на каменном полуподвале, с обширными террасами, фигурными козырьками, резным деревянным декором. По мнению биографа Кекушева и исследователя московского модерна М. В. Нащокиной, образцами для архитектора и заказчика могли стать ранние постройки Ф. Л. Райта и другие американские постройки в стилистике модерна. Вместе с тем, отмечает Нащокина, «реализованные формы кекушевской постройки всё же совершенно оригинальны: в Америке никогда не было такой лёгкости в обращении с деревянными конструкциями <…> и такой зримой их материальности».
Особняк был разделён на мужскую и женскую половины: на первом этаже размещались комнаты В. Д. Носова и прислуги, на втором — одной из его дочерей (позднее, вероятно, сестры Носова). Главный фасад здания был украшен открытой деревянной верандой с резным декором, к которой сбоку вели два крыльца. Другие два входа в дом были сделаны на боковых его фасадах. В интерьерах особняка преобладала отделка разными сортами дуба — этим материалом были полностью оформлены прихожая, нижние части стен холла, кабинета, двухмаршевая лестница. Камины были отделаны резным деревом, майоликой и украшены бронзовыми накладками. С правой стороны дома располагался служебный корпус — каретный сарай с белокаменной отделкой, стоявший вплотную к подпорной стенке, отделявшей участок от территории усадьбы Носовых на Малой Семёновской улице. В 1910 году архитектор А. Н. Агеенко возвёл одноэтажную пристройку к служебному корпусу, что несколько нарушило его первоначальную симметричную композицию.
После октябрьской революции особняк национализировали; семью Носова выселили в 1918 году. В советское время в нём в располагались детские ясли, общежитие рабочих ткацкой фабрики, НИИ «Шерсть». За советское время были утрачены деревянные детали отделки, застеклены изначально открытые веранды и балкон, снесены веранда и крыльцо с южной стороны, сооружена одноэтажная пристройка к северо-восточному крыльцу, устроены санузлы в подвале. В 1989 году дом передали Государственной республиканской юношеской библиотеке. В 1991 году начали реставрацию здания, которая длилась с перерывами до 2009 года. По словам М. В. Нащокиной, замена наружного деревянного декора особняка в ходе реставрации была проведена «с обидно низким качеством, серьёзно снизившим общее впечатление от постройки, ведь работа Кекушева с деревом всегда отличалась как раз обратным — высочайшим качеством отделки». Первоначальная металлическая ограда участка со стороны улицы с декором в виде виноградной лозы не сохранилась; ныне здание окружает новая ограда, выполненная в 1994 году по современным рисункам, стилизующим типичные для модерна изгибы линий.
Ныне особняк Носова является филиалом Российской государственной библиотеки для молодёжи. В нём расположены подразделения библиотеки — Молодёжный историко-культурный центр «Особняк купца В. Д. Носова», нотно-музыкальный отдел и «Центр русского модерна».

## Интерьеры особняка

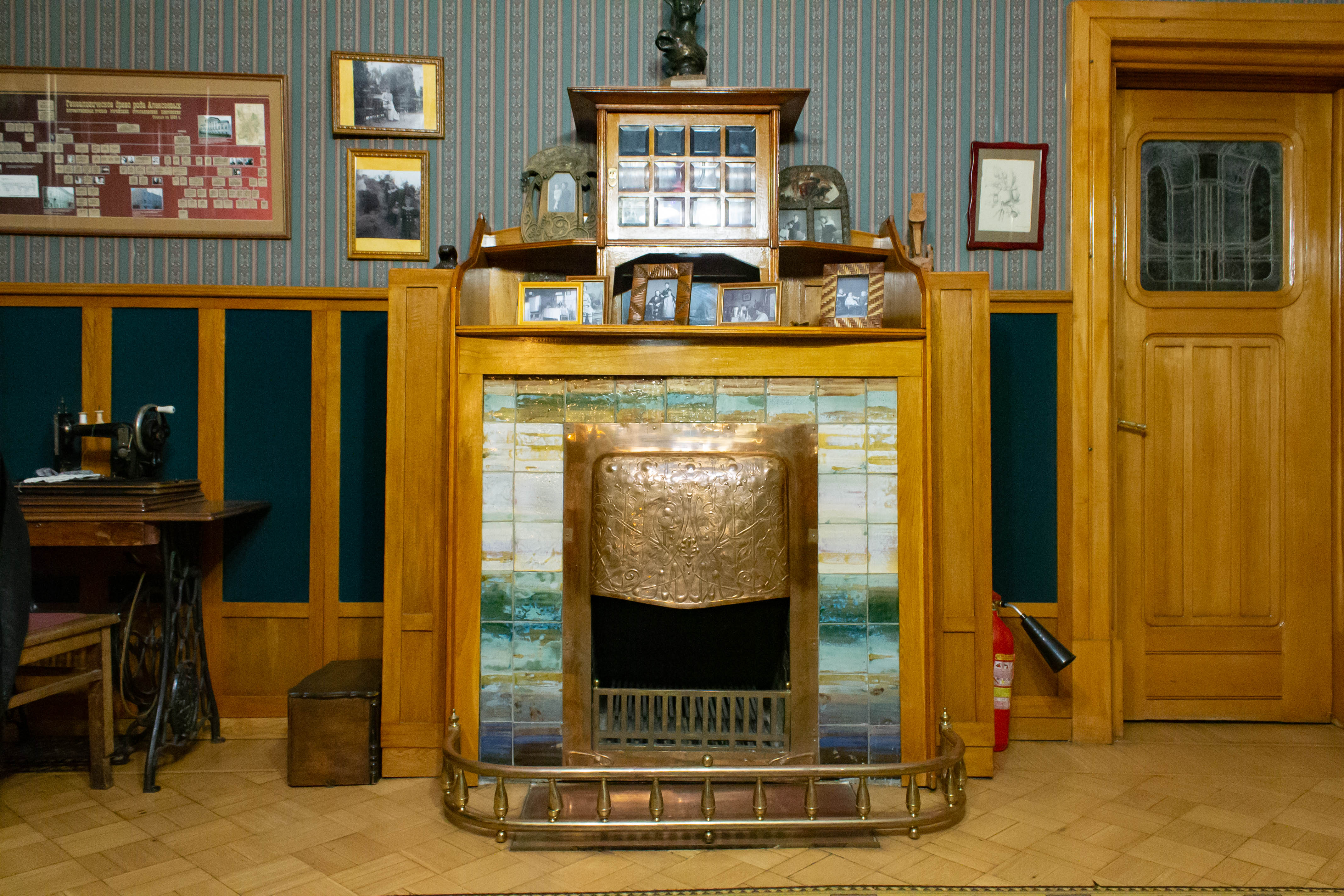
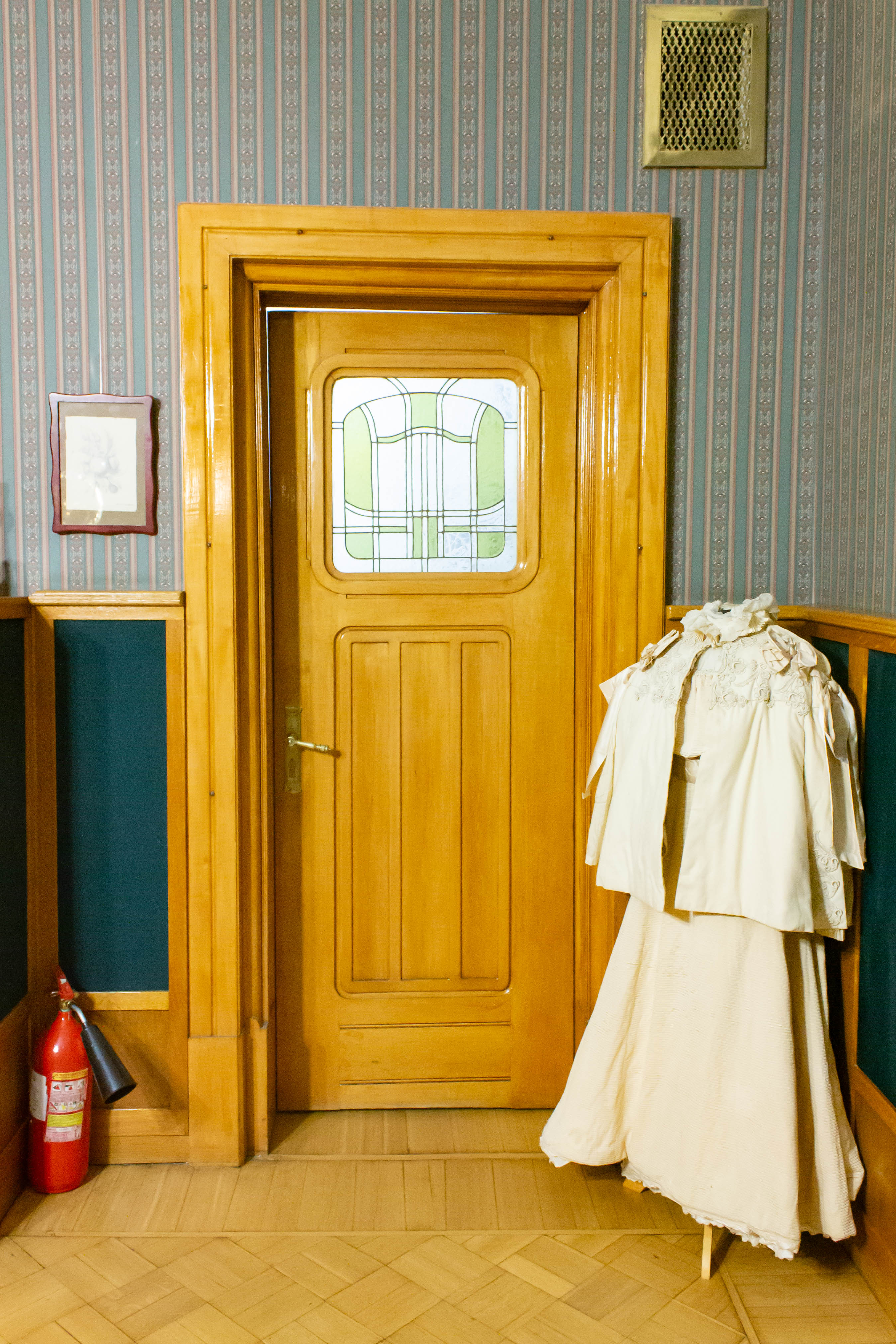
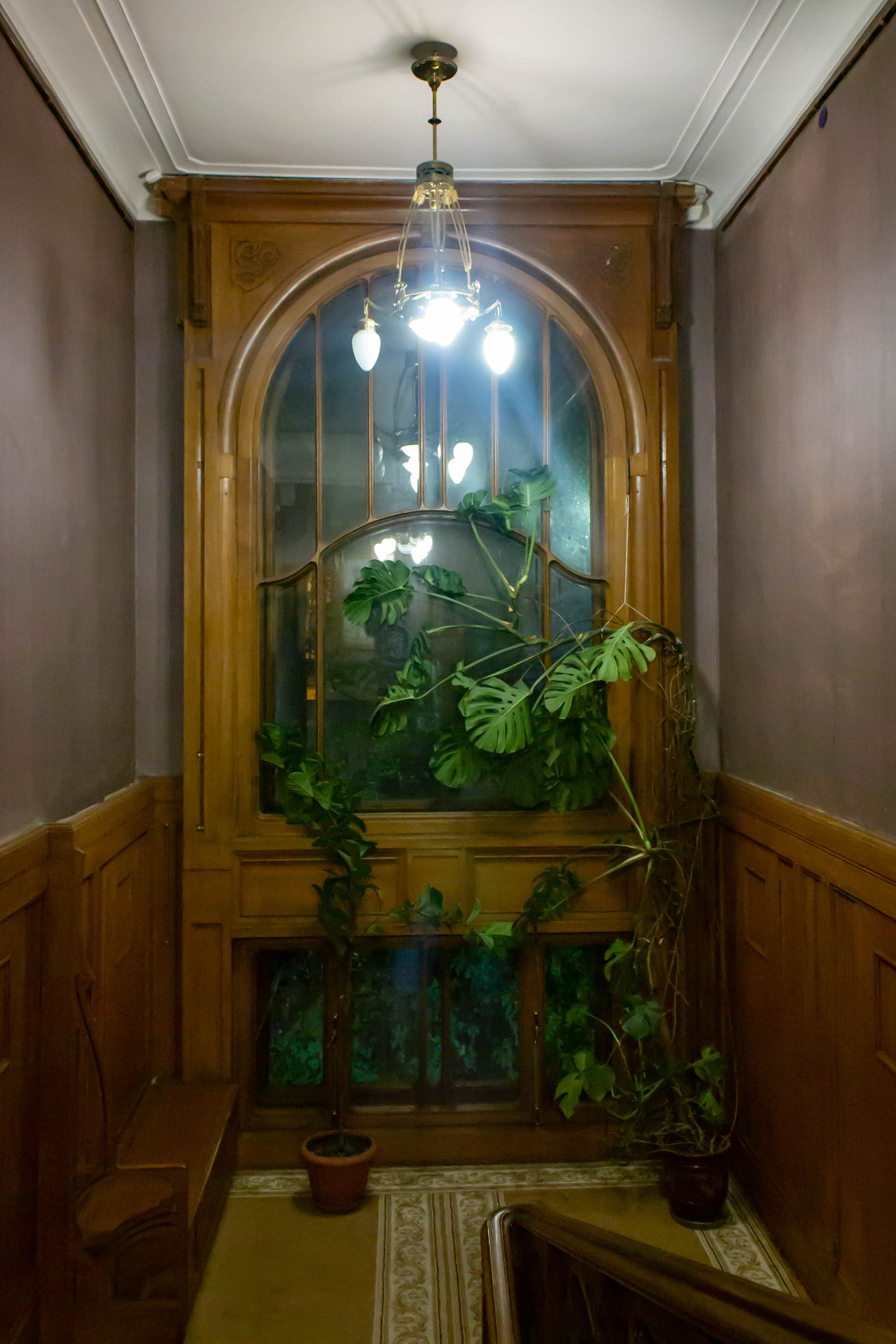
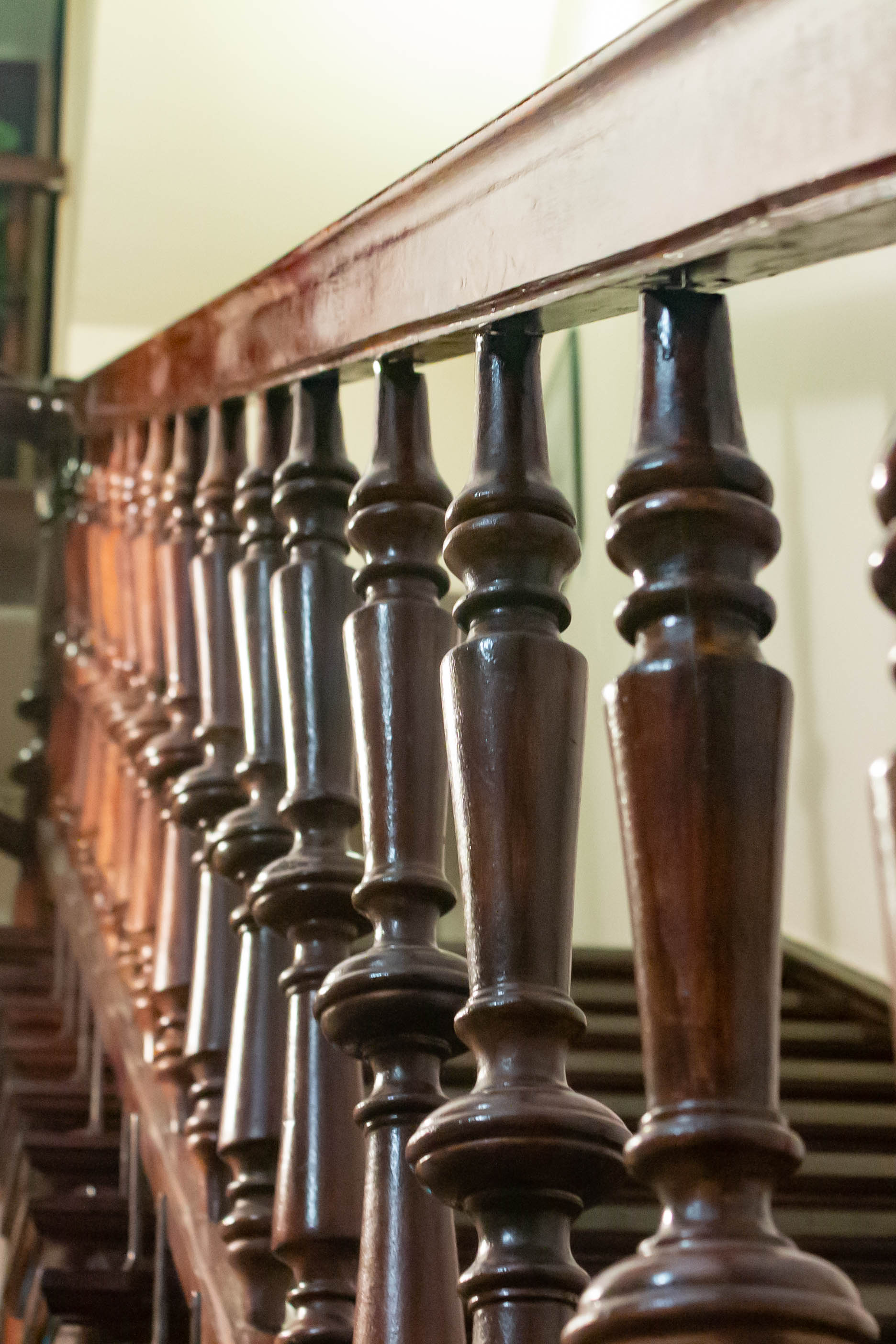